# Петнистоноси змии
Петнистоносите змии (Salvadora) са род влечуги от семейство Смокообразни (Colubridae).
Таксонът е описан за пръв път от американския естественик Спенсър Фулъртън Бърд през 1853 година.

## Видове
- Salvadora bairdi
- Salvadora deserticola
- Salvadora grahamiae
- Salvadora gymnorhachis
- Salvadora hexalepis
- Salvadora intermedia
- Salvadora lemniscata
- Salvadora lineata
- Salvadora mexicana